# Liste der Monuments historiques in Laneuville-au-Pont
Die Liste der Monuments historiques in Laneuville-au-Pont führt die Monuments historiques in der französischen Gemeinde Laneuville-au-Pont auf.

## Liste der Objekte
| Bezeichnung               | Beschreibung                           | Standort                       | Kennzeichnung | Schutzstatus | Datum | Bild |
| ------------------------- | -------------------------------------- | ------------------------------ | ------------- | ------------ | ----- | ---- |
| Skulptur Madonna mit Kind | Stein, farbig gefasst, 16. Jahrhundert | in der Kirche St-Lumier (Lage) | PM52000651    | Classé       | 1965  |      |
| Skulptur Heilige Barbara  | Holz, farbig gefasst, 16. Jahrhundert  | in der Kirche St-Lumier (Lage) | PM52000650    | Classé       | 1965  |      |